# Одум (месторождение)
Одум (англ. Odum) — Нефтяное месторождение в Гане, которое находится в акватории Гвинейского залива. Открыто в 2008 году. Глубина океана в районе месторождения достигает 1,0—1,6 км.
Нефтеносность связана с отложениями мелового возраста. Начальные запасы нефти составляют 100 млн тонн.
Оператором Уэст-Кейп-Три-Пойнтс является нефтяная компания Kosmos Energy (86,5 %). Другими участники проекта являются Ghana National Petroleum Corporation (10,0 %) и ганская E O Group (3,5%).